# Cariani
Cariani, egentligen Giovanni de' Busi, omkring 1485 och död efter 1547, var en venetiansk målare.
Cariani var lärjunge till Giovanni Bellini, Palma Vecchio och Giorgione. Carianis talrika framställningar av madonnan med barnet och helgon skiljer sig inte mycket från hans lärares. Hans landskapsbakgrunder visar oftast däremot på egna originella drag, särskilt bergens dramatiska former.